# Finalissima della Coppa delle Fiere
La finalissima della Coppa delle Fiere fu un incontro organizzato dall'UEFA per assegnare definitivamente il trofeo della Coppa delle Fiere.

## Storia

### Soppressione della Coppa delle Fiere
Nel 1971, dopo una riunione tra il comitato esecutivo dell'UEFA e quello della Coppa delle Fiere, fu raggiunto l'accordo che avocò l'organizzazione del torneo all'UEFA. Di fatto questo accordo decretò che quella del 1971 sarebbe stata l'ultima edizione della competizione, dal momento che secondo il parere del nuovo comitato organizzatore, tale competizione non rispecchiava le regole alla base delle competizioni UEFA.
Inoltre dalla stagione successiva, in sostituzione della Coppa delle Fiere, fu inaugurata la Coppa UEFA - oggi UEFA Europa League - di cui la Coppa delle Fiere è considerata una progenitrice, ma senza avere alcuna continuità sportiva, dal momento che la nuova competizione assunse un nome, un regolamento ed un trofeo differente.

### Scelta della finalissima
Poiché il trofeo della Coppa delle Fiere non veniva assegnato permanentemente, ma consegnato di anno in anno alla vincitrice della competizione, l'UEFA decise di organizzare la finalissima per l'assegnazione permanente del trofeo originale. Simbolicamente, furono scelti come contendenti della finalissima la prima e l'ultima squadra a vincere il trofeo, ovvero il Barcellona, che lo vinse nell'edizione 1955-1958, e il Leeds Utd, che si era aggiudicato l'edizione 1970-1971.
Assieme al Valencia, Barcellona e Leeds erano anche gli unici club plurivincitori del torneo, con tre affermazioni dei catalani e due degli inglesi (al pari dei valenzani).

## La partita
Per arbitrare fu selezionato l'ungherese István Zsolt, arbitro internazionale all'ultima direzione della carriera. Nei primi 45 minuti sono poche le occasioni da gol create da entrambe le compagini, mentre nel secondo tempo si riuniscono tutti i momenti salienti della partita. Al 51' è il culés Teófilo Dueñas a sbloccare le marcature con un colpo di testa su cross di Marcial Pina. Il Leeds riesce a pareggiare dopo due minuti con Joe Jordan, sugli sviluppi di un calcio piazzato. Nel finale il Barcellona si sbilancia in avanti e all' 83' è di nuovo Dueñas, ancora su assist di Marcial Pina, a siglare la rete del 2-1 finale. Dueñas, al suo debutto in una competizione internazionale, era stato ad un passo dalla tripletta, negatagli da Paul Reaney che di testa riuscì a deviare un tiro del bomber spagnolo a portiere battuto.
A premiare i giocatori del Barcellona in campo fu il presidente della FIFA ed ex presidente del comitato organizzatore della Coppa delle Fiere, Sir Stanley Rous.

## Tabellino
| Arbitro: | István Zsolt |

| |            | |
| Dueñas 51’, 83’ | Marcatori  | 53’ Jordan |
| · Salvador Sadurní P · Joaquim Rifé D · Eladio Silvestre D · Antoni Torres D · Francisco Fernández Rodríguez D · Enrique Álvarez Costas C · Marcial Pina C · 79’ Juan Manuel Asensi C · Carles Rexach A · Juan Carlos Pérez A · Teófilo Dueñas A · Sostituzioni: · 79’ Josep Maria Fusté C | Formazioni | P Gary Sprake D Paul Reaney D Nigel Davey D Jack Charlton D Norman Hunter C William Bremner C Johnny Giles C Peter Lorimer A Joe Jordan A Frederick Belfitt A Chris Galvin |
| Rinus Michels | Allenatori | Donald Revie |